# Sturmscharführer
Sturmscharführer (abréviation Stuscharf) était un grade paramilitaire de la SS, utilisé entre 1934 et 1945. Il était le plus haut grade parmi les sous-officiers de la Waffen-SS, ce qui équivalait à l’adjudant-major pour d'autres organisations militaires, en particulier celui de Stabsfeldwebel (de) dans la Wehrmacht. C'était un grade uniquement utilisé au sein de la Waffen-SS, puisqu'il n'avait pas d'équivalent dans l'Allgemeine SS.
Il correspond au grade de major de l'armée et de la police nationale française actuelle.

## Histoire
Le grade de Sturmscharführer fut créé en juin 1934, après la Nuit des Longs Couteaux afin de réorganiser la SS. Il remplaçait le grade d'Haupttruppführer (Sturmabteilung) en devenant le rang le plus important de la Verfügungstruppe.
En 1941, la Waffen-SS remplaça la SS-Verfügungstruppe et le Sturmscharführer devint le plus important des grades de sous-officiers. Les Sturmscharführers commandaient généralement une section. Vers la fin de la guerre, ils pouvaient commander une section de 20 hommes, voire (plus rarement) une compagnie de 120 hommes quand il n'y avait pas d'officier disponible.

## Insignes de grade

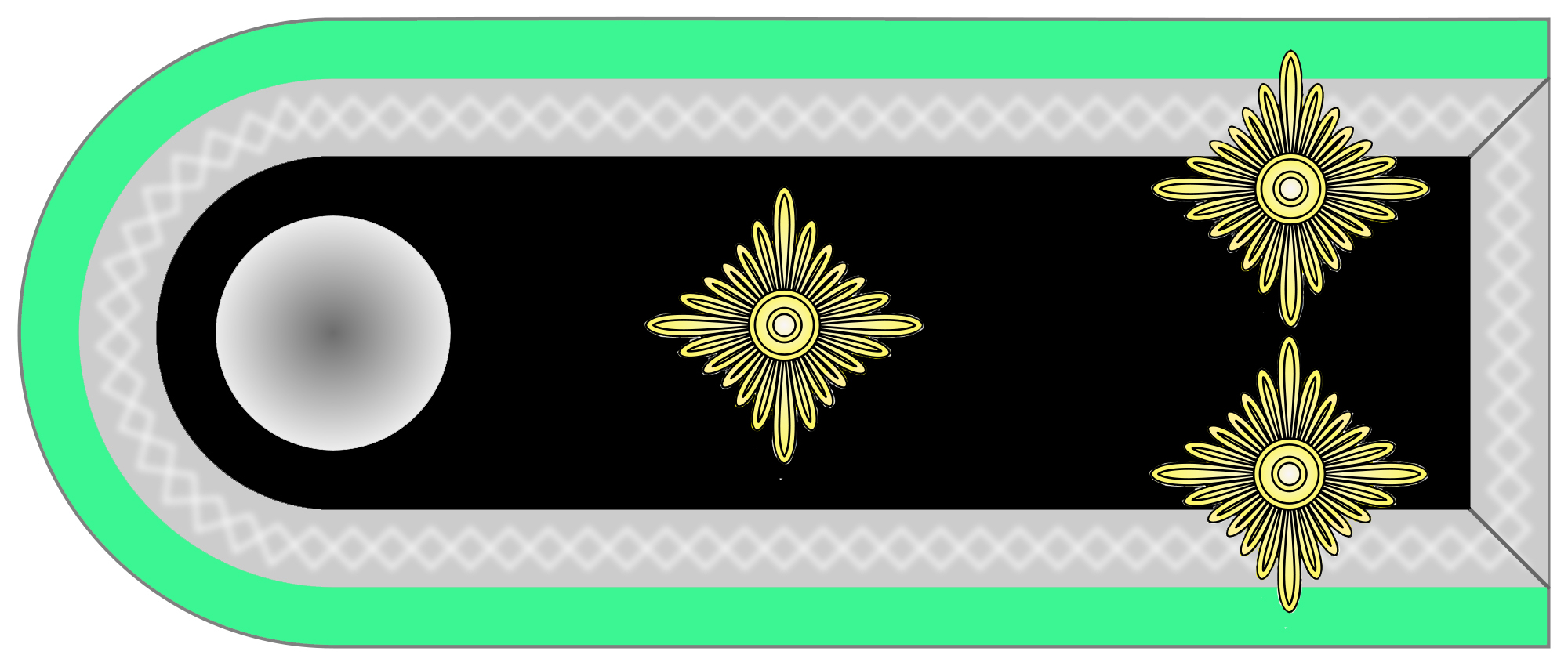
Patte d'épaule droite
Pattes de collet
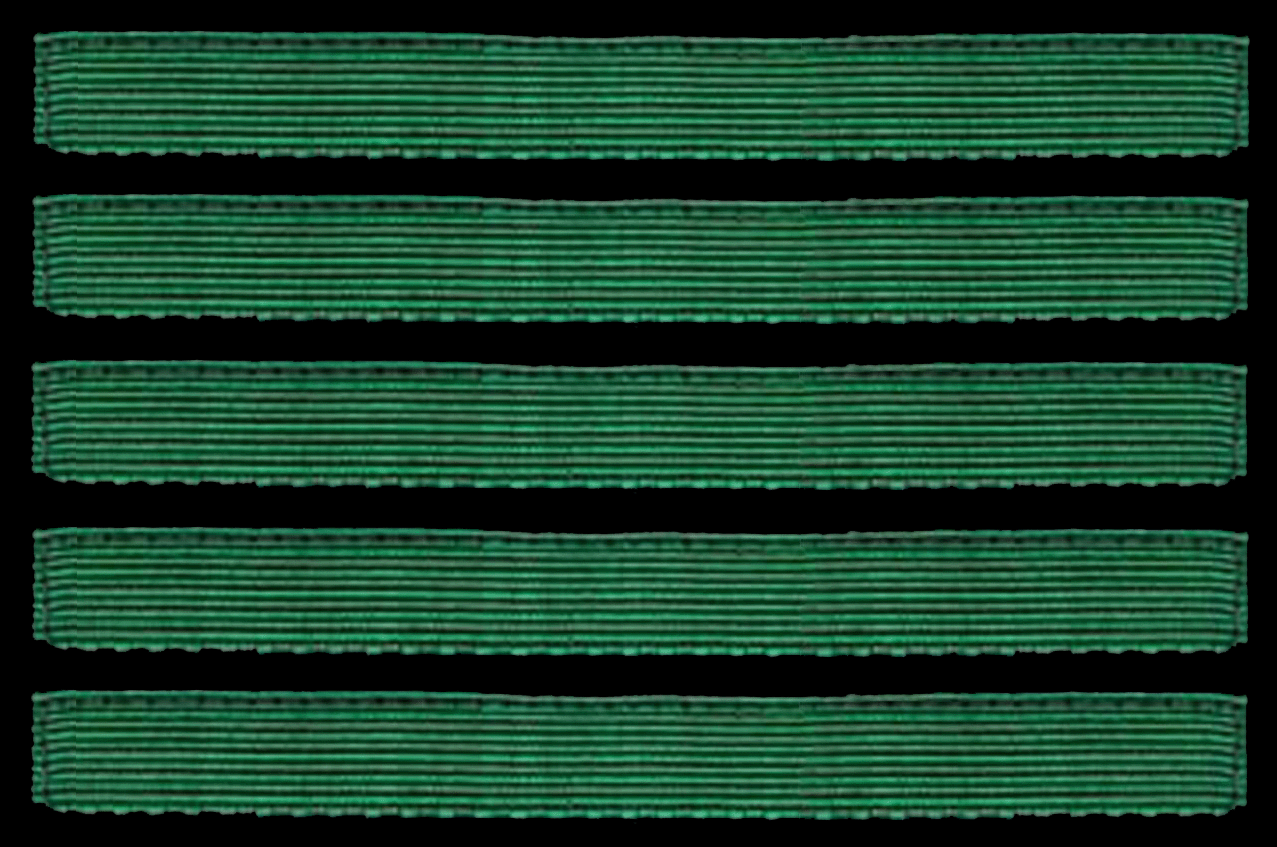
Camouflage

## Équivalents
- Équivalent dans la Wehrmacht : Stabsfeldwebel (de)
- Équivalent dans l’armée française : major
- Équivalent dans la police municipale française : brigadier-chef principal